# حسن‌آباد (گنبد کاووس)
حسن‌آباد، روستایی است از توابع بخش مرکزی شهرستان گنبد کاووس در استان گلستان ایران.

## جمعیت
این روستا در دهستان فجر قرار داشته و براساس سرشماری سال ۱۳۸۵جمعیت آن ۱٬۲۷۷نفر (۲۷۹خانوار) بوده است.